# جمعه (شهر)
جمعه، ازبکستان {{ازبکی|Juma) یک شهر در ازبکستان است که در شهرستان پست‌درغام واقع شده‌است. جمعه ۲۶٬۴۱۰ نفر جمعیت دارد.